# Zefiryn (papież)
Zefiryn (ur. w Rzymie, zm. ok. 217 tamże) – święty Kościoła katolickiego, 15. papież w latach 199–217.

## Życiorys
Był prawdopodobnie Rzymianinem, synem Habundiusa. Zwalczał wyznawców adopcjanizmu i modalizmu. Za jego pontyfikatu cesarz Septymiusz Sewer zakazał przechodzenia na judaizm i chrześcijaństwo pod groźbą śmierci. Zagorzałym przeciwnikiem Zefiryna był Hipolit – późniejszy antypapież. Uważał go za człowieka niewykształconego, skąpego i niedoświadczonego. Swoją władzę Zefiryn sprawował poprzez późniejszego papieża Kaliksta I, którego mianował na stanowisko opiekuna rzymskich katakumb. Panuje przekonanie że zmarł jako męczennik, jednak nie znajduje ono potwierdzenia w źródłach.
Ekskomunikował Tertuliana.
Jego wspomnienie liturgiczne przypadało na 26 sierpnia, od 1969 zostało przeniesione na 20 grudnia.